# Brockton (Île-du-Prince-Édouard)
Brockton est une communauté dans le comté de Prince de l'Île-du-Prince-Édouard, au Canada.